# Marko Klok
Marko Klok (* 14. März 1968 in Monnickendam) ist ein ehemaliger niederländischer Volleyball- und Beachvolleyballspieler. Er wurde Europameister im Sand und nahm an zwei olympischen Turnieren im Hallen-Volleyball teil.

## Karriere
Klok begann seine Karriere im Hallenvolleyball bei Martinus Amstelveen, wo er 1986 und 1987 zweimal in Folge das Double aus Meisterschaft und Pokal gewann. Mit der niederländischen Nationalmannschaft nahm er 1992 in Barcelona am olympischen Turnier teil und gewann nach einem 0:3 im Finale gegen Brasilien die Silbermedaille. Anschließend spielte Klok von 1992 bis 1994 in Italien, bevor er für eine Saison nach Amstelveen zurückkehrte. 1995 in Saint-Quay-Portrieux wurde er mit Michiel van der Kuip durch einen Sieg im Endspiel gegen das tschechische Duo Dzavoronok/Fikar Europameister im Beachvolleyball. Als Hallen-Volleyballer wechselte er zum VfB Friedrichshafen. 1997 verpflichtete ihn der Moerser SC für ein Jahr. In der Saison 1998/1999 gewann er mit Noliko Maaseik das belgische Duo und den Supercup. Ein Jahr später wurde er in Rom italienischer Meister. 2003 kehrte er in die Heimat zurück. Bei seiner zweiten Olympiateilnahme 2004 in Athen schied die niederländische Nationalmannschaft bereits in der Vorrunde aus. Mit Ortec Rotterdam Nesselande sicherte sich Klok 2005 das niederländische Double und den Supercup. 2006 wurde er erneut niederländischer Meister. In der darauffolgenden Saison spielte Klok in Russland bei Fakel Nowy Urengoi und gewann hier den europäischen Challenge Cup. Seine aktive Karriere ließ Klok in Zypern ausklingen. Seit 2011 ist Klok Trainer beim belgischen Spitzenklub VC Euphony Asse-Lennik.